# Parc des Hauteurs
Le parc des Hauteurs est un parc urbain situé à Lyon sur la colline de Fourvière. Il regroupe plusieurs lieux publics, des abords de la basilique de Fourvière jusqu'au cimetière de Loyasse, en ajoutant le parc de la Visitation. Il inclut la passerelle des Quatre-Vents, viaduc qui permettait autrefois aux tramways de transporter les voyageurs et les cercueils entre l'ancien terminus de la ficelle de Saint-Paul (aujourd'hui désaffectée) et le cimetière.

## Histoire

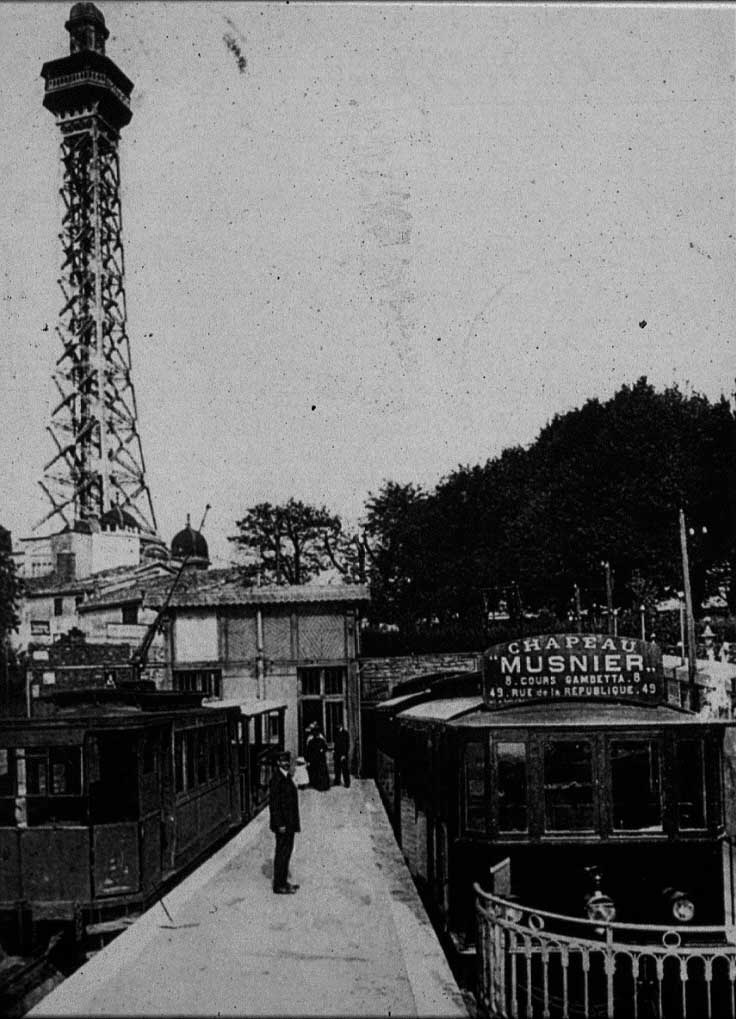
Correspondance entre le funiculaire et le tramway à Fourvière

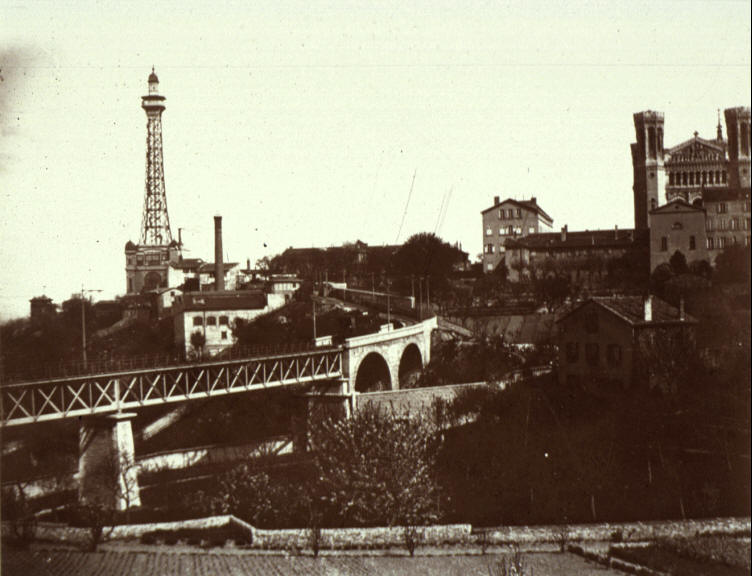
Passerelle des Quatre-Vents en 1910

Après la création du cimetière de Loyasse en 1807, sur le plateau de la Sarra, à l'extrême ouest de la colline de Fourvière, le problème de sa desserte se pose. C'est ainsi que la création d'une ligne de funiculaire et de tramway est concédée : la ligne de tramway qui parcourt les 800 mètres entre la station haute du funiculaire Saint-Paul - Fourvière et le cimetière de Loyasse est ouverte le 6 décembre 1900. La correspondance entre le funiculaire et les tramways est assurée par un quai unique à la sortie du tunnel du funiculaire. Les tramways, équipés d'une remorque corbillard, circulent sur une voie unique qui franchit un vallon grâce à une passerelle longue de 80 mètres et effectuent le trajet en cinq minutes. En décembre 1937, le service est interrompu sur le funiculaire de Saint-Paul et l'année suivante, en octobre 1938, la ligne Fourvière-Loyasse est fermée à son tour.
Tout au long du XXe siècle, les documents d'urbanisme font mention de différents projets pour la colline de Fourvière. En 1906, l'architecte Sined propose un parc sur la colline pour remédier à la pénurie de parcs urbains à Lyon ; il propose de raser le fort et l'enceinte militaire car « il est insouciant de ne pas tirer parti de la beauté naturelle du site ». Dès 1924, le plan d'extension et d'embellissement de Lyon, par Camille Chalumeau prévoit un boulevard circulaire en corniche sur la colline afin de profiter de la vue panoramique du site. Les balmes sont instables comme le prouve la catastrophe de Fourvière en 1930 où un glissement de terrain provoque la mort de trente-neuf personnes sur le flanc est de la colline. La conséquence de ce drame est la décision des édiles lyonnais d'interdire toute construction sur le site. Dès lors, plusieurs projets proposent la création de jardins dont le plus remarquable est celui de l'architecte Giroud. Il propose la création d'un vaste jardin public entre la place Saint-Jean et la basilique Notre-Dame de Fourvière dans lequel un escalier monumental et des allées en lacet relient les deux monuments. Les deux décennies entre 1930 et 1950 sont marquées par le dégagement des monuments antiques (théâtre et odéon) ce qui entraîne l'acquisition par la municipalité de plusieurs terrains appartenant aux congrégations religieuses. Le parc archéologique est créé et plusieurs immeubles sont abattus dans le cadre du projet qui vise à faciliter l'accès à la colline. Celle-ci devient petit à petit une destination touristique.
Outre le plan directeur de la ville de 1942 dressé par Lambert (mais abandonné après la Seconde Guerre mondiale), le plan d'urbanisme de Joseph Maillet de 1960 prévoit la protection de la colline. Son successeur, Charles Delfante renforce l'inconstructibilité du site : son plan d'urbanisme directeur de 1969 prévoit un emplacement réservé pour un parc. Les années 60 sont marquées par l'urbanisation rapide du plateau et de grandes opérations d'habitat. C'est ainsi que le projet de parc du plan Delfante ne peut aboutir. Pourtant, la colline reste majoritairement boisée. L'association Renaissance du Vieux-Lyon est créée en 1958 et dès 1964 parvient à faire du quartier Saint-Jean un espace sauvegardé. La perspective de Fourvière ne sera plus modifiée. Cela a permis la sauvegarde du Jardin du Rosaire, en contrebas de la basilique et la quasi-totalité des pentes est classée zone non aedificandi (sur laquelle on ne peut rien construire). Bien que des voix s'élèvent en 1979 contre le caractère trop restrictif de ce règlement, les dispositions sont confirmées en 1982 mais révisées en 1993.

### Projet
La concentration de plusieurs pôles d'attraction font de la colline de Fourvière un lieu unique : musée gallo-romain de Fourvière et basilique Notre-Dame de Fourvière qui surplombent les quartiers historiques du Vieux-Lyon.
L'Agence d'urbanisme de la communauté urbaine de Lyon publie, en 1989, un rapport intitulé Parc des Hauteurs, vers un projet de parc urbain. Elle insiste sur la préservation et la mise en valeur du site de Fourvière : 

« peu de métropoles disposent en leur cœur d'une colline qui domine la cité telle un acropole préservée d'un utilisation bâtie intensive. La ville de Lyon est héritière d'un lieu prestigieux où, fait exceptionnel dans l'histoire mondiale des villes, subsistent les racines originelles de son passé et tous les témoignages successifs de son occupation religieuse. En outre, un boisement préservé sur les pentes souligne comme une couronne le site des Hauteurs. »

Le caractère original du projet initial tient dans la conception d'un cheminement reliant plusieurs pôles d'attractions. Il ne s'agit pas de l'aménagement paysager ou végétal d'un espace, mais bien d'un cheminement distribuant des monuments et pôles d'attraction en reliant des espaces privés ou publics tout en créant un belvédère sur la ville. Ainsi des conventions sont signées avec les propriétaires fonciers afin de rendre public le cheminement. Certains secteurs publics feront l'objet d'un aménagement en profondeur comme le jardin du Rosaire.
L'étude de l'agence d'urbanisme préconise la création de trois pôles reliés : l'espace de l'archéologie, l'espace religieux et l'espace des arts :
- les abords du site archéologique seront requalifiés en créant de petits espaces verts.
- l'espace religieux sera centré sur la basilique. Il faudra aménager l'espace de façon à promouvoir les deux fonctions du site, tourisme et pèlerinage.
- l'espace des arts restera à créer. Il faudra trouver un usage aux équipements abandonnées : ancienne piste de ski de la Sarra, fort militaire de Loyasse transformé en espace de création artistique, cafés et brasseries...

Ainsi l'ambition du projet est réelle, et semble correspondre au potentiel du site. L'étude du paysagiste Michel Corajoud va profiter au site[réf. nécessaire].

## Description
Le parc des Hauteurs et un grand parc urbain qui regroupe plusieurs lieux de la colline de Fourvière : le jardin du Rosaire (en contrebas de la basilique), l'esplanade de Fourvière, la promenade de la Sarra qui va du chemin du Viaduc à la montée de la Sarra en passant par la passerelle des Quatre-Vents, le jardin des Pivoines, et la piste de la Sarra, et enfin, le parc de la Visitation,.

## Réalisations

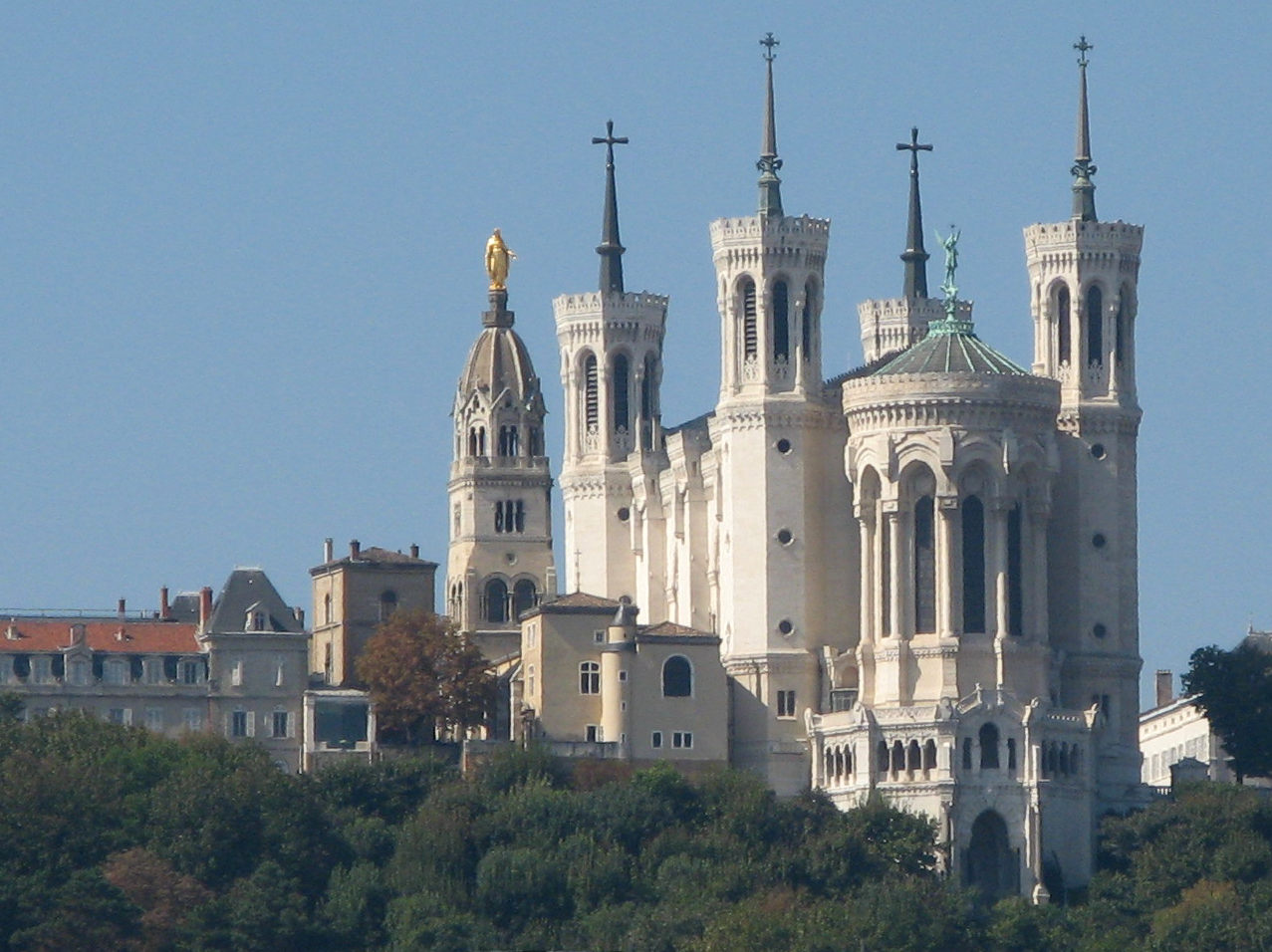
La Basilique Notre-Dame de Fourvière, principal bâtiment bordant le parc.

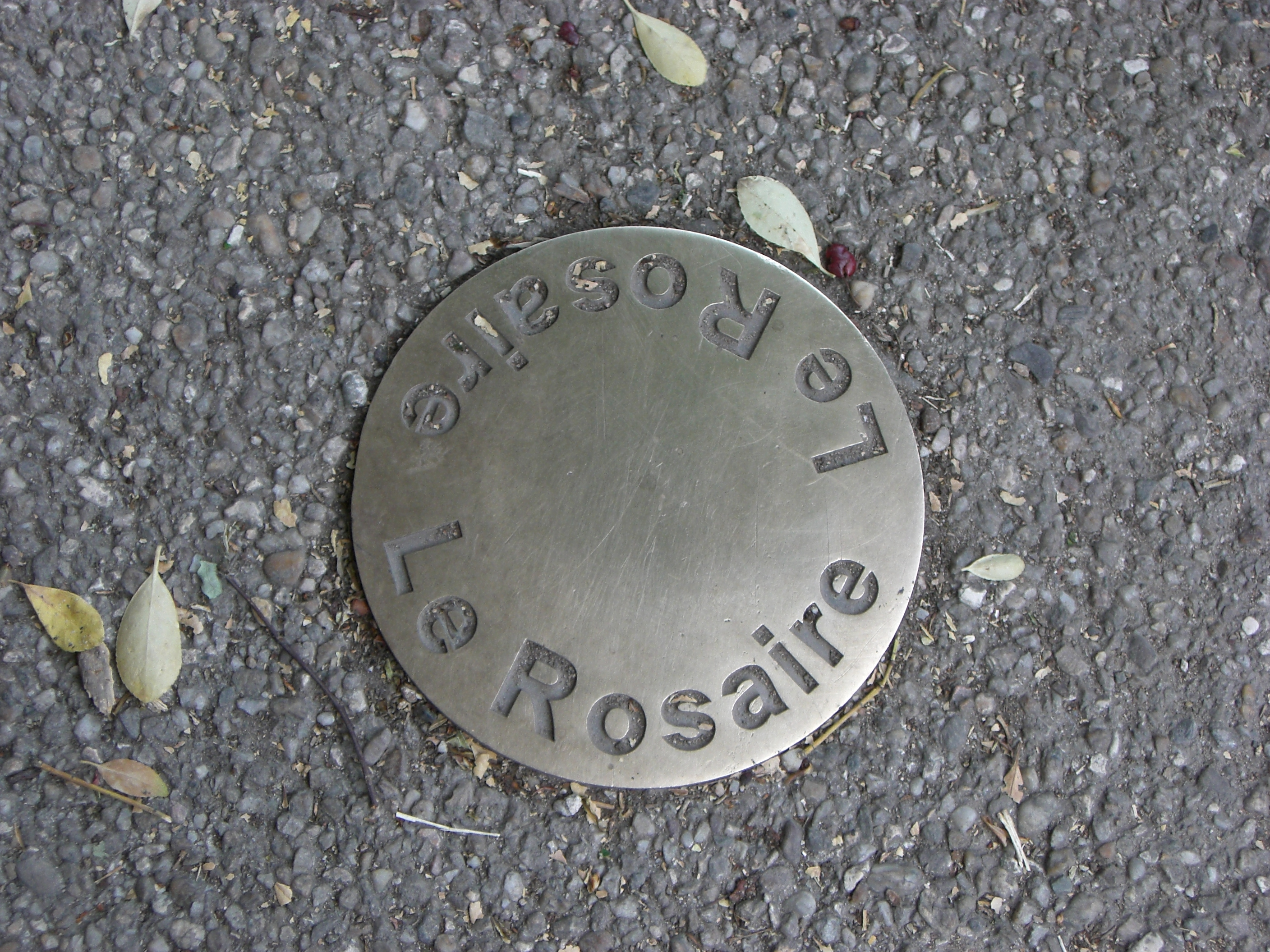
La signalétique au sol dans le jardin du Rosaire

Au départ de l'esplanade de Fourvière, créée par l'ingénieur Joannès Blanchon de 1880 à 1896, le cheminement permet, en une boucle complète, de relier la passerelle des Quatre-vents, le fort et le cimetière de Loyasse, le parc de la Visitation, le parc archéologique et le jardin du Rosaire avant de revenir sur l'esplanade.

### Passerelle des Quatre-vents
Ce chemin en belvédère est le premier équipement aménagé sur le site, par les paysagistes Desvigne et Dalnoky. Il reprend le tracé de la plus courte ligne de chemin de fer de France ouverte en 1900 pour relier le funiculaire de Saint-Paul à Fourvière et le cimetière de Loyasse. Ce viaduc est haut de 80 mètres et offre une vue particulière sur la colline de la Croix-Rousse et sur les Monts d'Or. La passerelle actuelle est le travail de l'architecte Manuelle Gautrand et de l'ingénieur Marc Malinowski. En contrebas, on peut encore apercevoir les vestiges de la station haute du funiculaire à l'entrée du parc par la montée Nicolas de Lange
Depuis le point de départ de l'esplanade de Fourvière devant la basilique, c'est le premier élément du parc des Hauteurs. Le sentier longe ensuite un ensemble d'habitations et arrive à la piste de la Sarra. Des descentes de vélo tout terrain sont aménagées ainsi que des parcours dans les arbres. On arrive ensuite près du fort de Loyasse, toujours abandonné malgré la mission de Guérric Péré et de Michel Corajoud en 1994.

### Cimetière de Loyasse
Le parc des Hauteurs poursuit son chemin vers le cimetière de Loyasse aménagé depuis 1807

### Parc de la Visitation

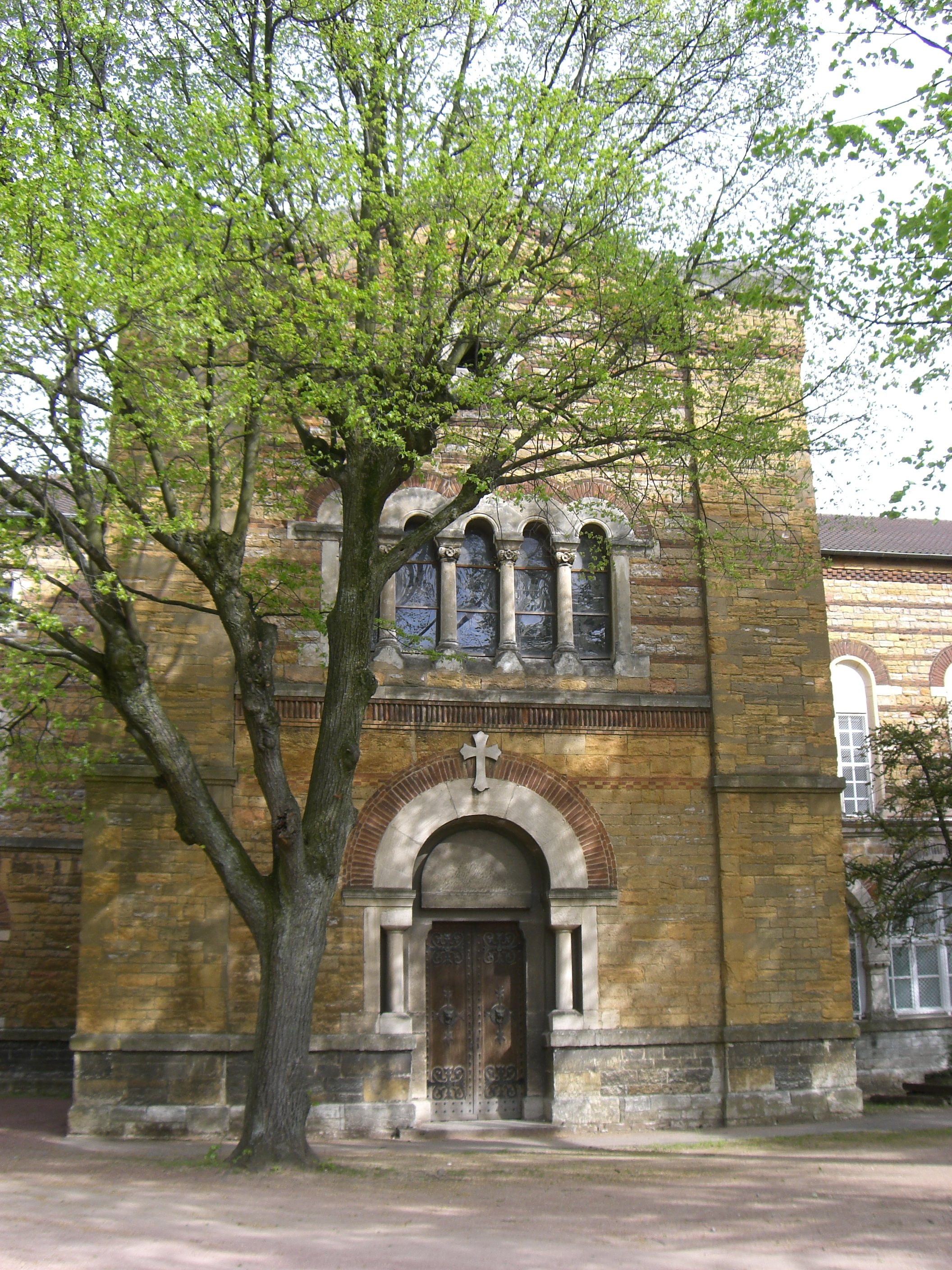
Les archives des Hospices civils de Lyon : L'église bâtie à partir de 1854.

Après avoir longé le cimetière, le cheminement se poursuite par la rue Pauline-Marie Jaricot et aboutit au parc de la Visitation. Ce parc est composé d'allées longeant l'ancien cloître de la communauté des Visitandines. Cet ordre, crée en 1610 par François de Sales, alors évêque de Genève, s'installe à Lyon en 1615. C'est la naissance du monastère de Sainte Marie de Bellecour, situé à l'angle des rues Sainte-Hélène et François de Sales. Après l'ouverture de deux autres monastères à l'Antiquaille en 1627 et sur la rive gauche de la Saône en 1640, la Révolution française fait disparaître les monastères. Des religieuses se retrouvent en 1809 et s'installent en 1839 à la Croix-Rousse. La seconde révolte des Canuts en 1848 force la communauté à trouver un autre endroit pour s'installer. Elle acquiert le terrain actuel en 1850 avec la communauté des Carmélites. L'architecte Pierre Bossan est choisi car une de ses sœurs, Aimée Bossan, fait partie de la communauté. Les fondations du bâtiment sont posées en 1854, la première pierre de l'église monacale en juin, en présence du cardinal de Bonald. La communauté investit les lieux en 1856 alors que les bâtiments ne sont achevés que deux ans plus tard, en 1858. À la fin des années 1960, André Malraux fait pression sur les autorités locales qui rachètent le bâtiment afin d'y créer une école nationale d'architecture, tandis que les Visitandines déménagent à Vaugneray. La crise de mai 68 marque l'arrêt du projet et ce sont les Hospices civils de Lyon qui louent le bâtiment pour y loger une centaine d'infirmières et y créer une école pour leur formation. C'est en 1974 que le rez-de-chaussée est aménagé en un espace d'archivage et en 1978 que la ville de Lyon cède définitivement le bâtiment aux hospices civils. En 1984 est créé le Service central des archives des HCL.
Le parc s'achève par une petite prairie avec une vue sur le sud de la Presqu'île et un bois qui surplombe l'odéon antique.

### Le parc archéologique

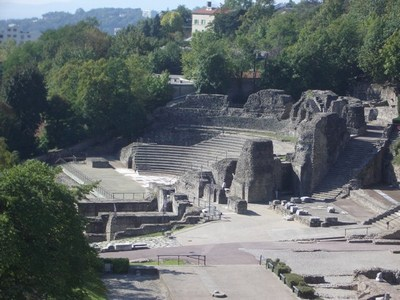
L'odéon antique.

Après le jardin de la Visitation, un chemin étroit permet d'arriver sur le haut de l'odéon antique. Le cheminement passe ensuite entre l'odéon et le théâtre antique par un escalier qui débouche sur une voie romaine. Celle-ci mène aux grilles du parc archéologique. On ressort sur la rue qu'on emprunte en tournant à gauche. La porte du jardin du Rosaire se situe à cent mètres au nord.

### Jardin du Rosaire
La basilique et les jardins en contrebas, aujourd'hui appelés jardin du Rosaire, sont conçus par l'architecte Pierre Bossan dans la seconde moitié du XIXe siècle. Ils sont ré-aménagés en 1993 par le duo Michel Louis et Ingrid Bourne : C'est la partie la plus ancienne du parc des Hauteurs. Les éléments d'anciennes propriétés privées sont récupérés pour créer des chemins, terrasses et esplanades. On trouve ainsi le jardin des hortensias, le jardin des roses anciennes et le verger. Une allée serpente de l'esplanade de la basilique jusqu'à la montée Saint-Barthélemy. De là, on peut apercevoir la partie en contrebas, comportant notamment un massif de cèdres, qui reste à aménager, ainsi que la maison de la Bréda, nommée maison de Lorette après son rachat par Pauline Jaricot, bâtie au XVIe siècle et la chapelle Sainte-Philomène dotée d'une vingtaine de places. Œuvre de l'architecte Antoine Chenavard inaugurée en 1839, elle est élevée par Pauline Jaricot en reconnaissance de sa guérison sur la tombe de Sainte Philomène, en Italie. La chapelle et le jardin sont classés Monuments historiques depuis 2004

### Aujourd'hui

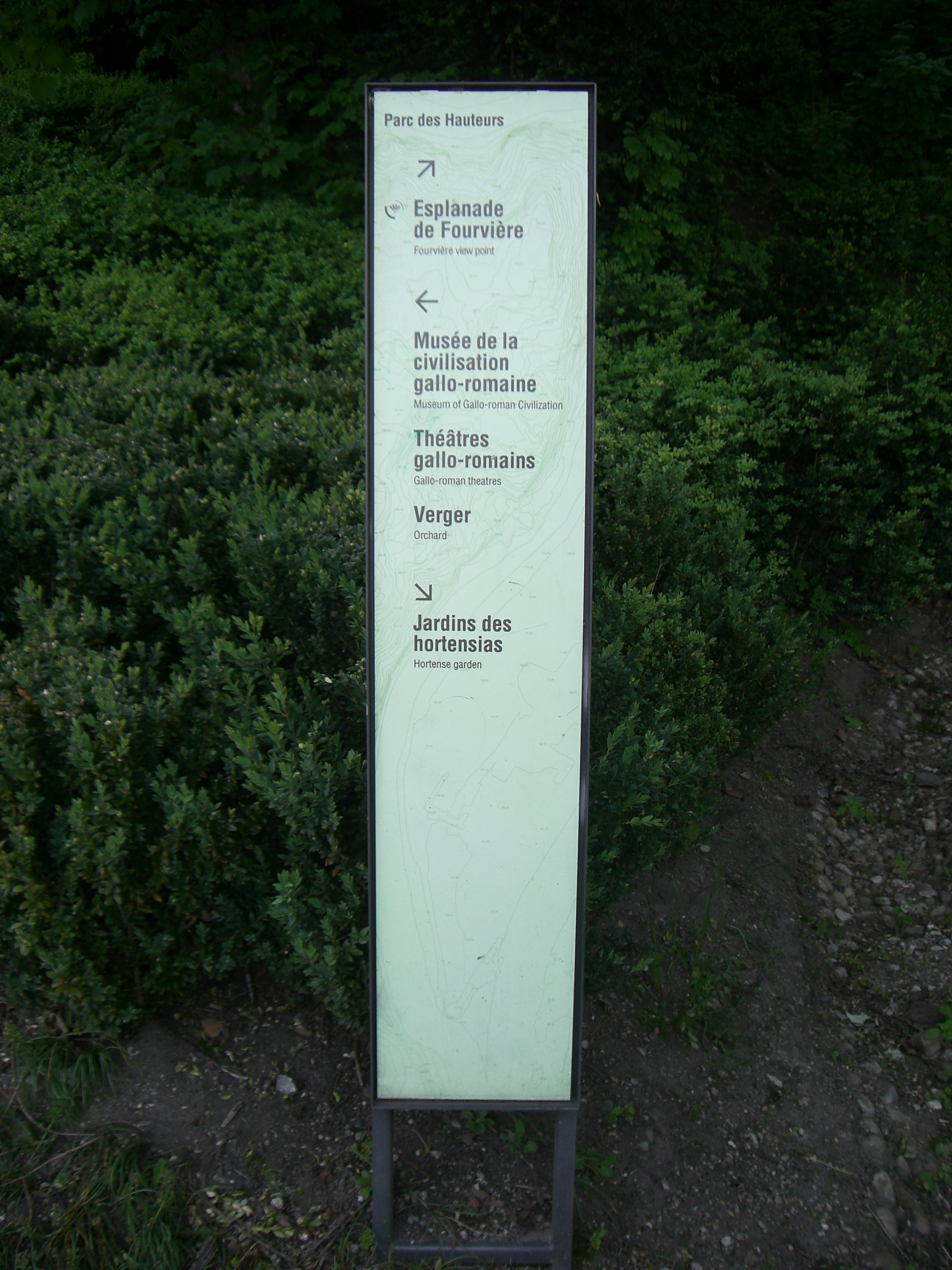
Potelet signalétique

Par rapport au projet initial, il faut constater que le projet n'est pas terminé. Cependant, la fréquentation du site est soutenue et le parc est une réussite. La signature des conventions avec les propriétaires fonciers s'est avérée plus difficile que prévu et certains pans entiers du parc ne sont pas encore aménagés : le parc des Archives départementales du Rhône du chemin de Montauban, la partie basse du jardin du Rosaire entre la montée du Chemin neuf et la place Saint-Jean.

## Botanique
De très nombreuses essences d'arbres, d'arbustes et de plantes diverses sont présentes dans le parc.

### Les arbres
- Aesculus hippocastanum : marronnier commun
- Acer platanoides : érable plane ou érable à feuilles de platane.
- Taxus baccata : l'if commun, souvent utilisé dans les parcs et jardins du XIXe siècle

### Arbustes
- Buxus sempervirens : Buis à feuilles persistantes.

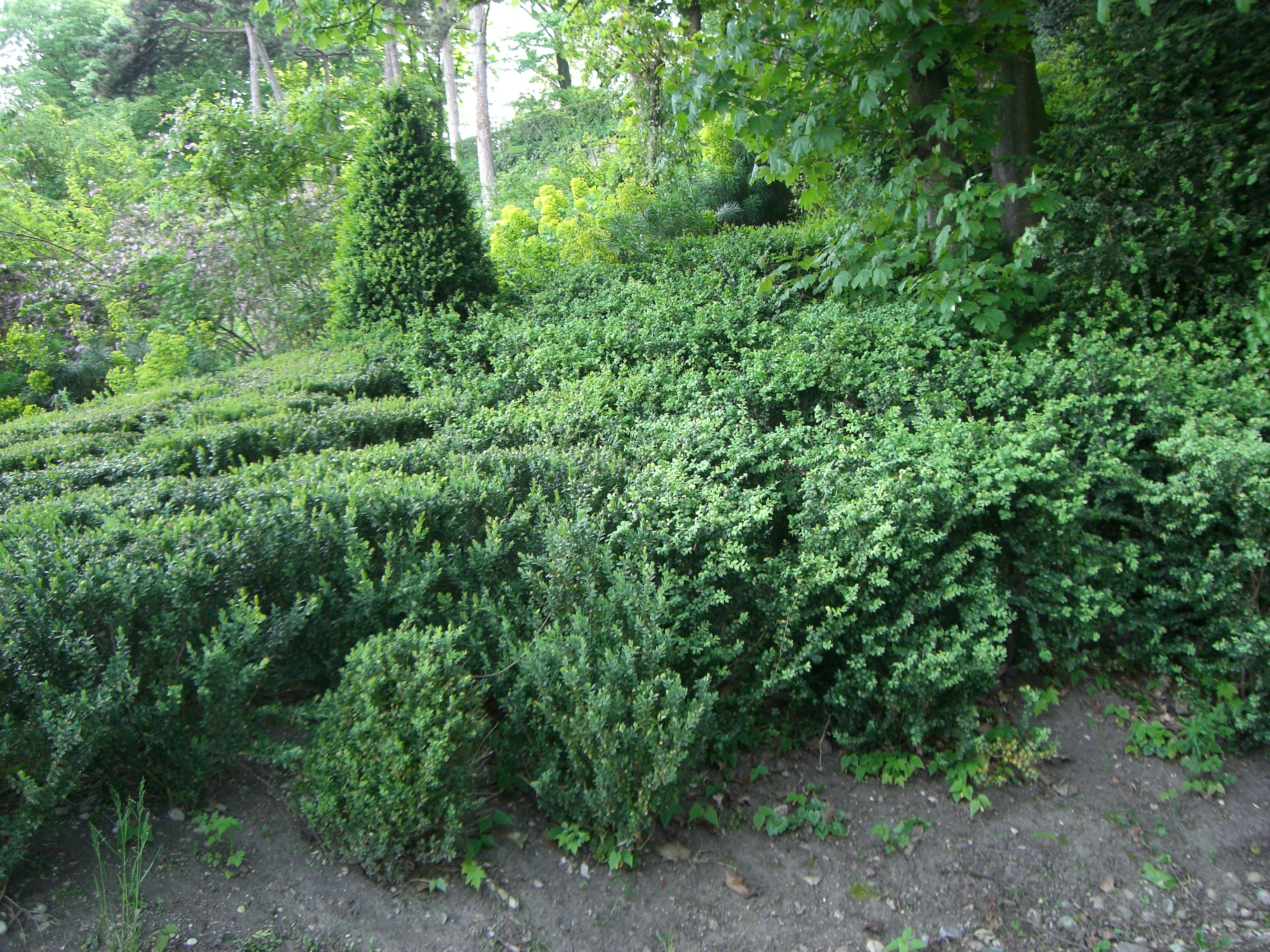
Un massif de buis (Buxus sempervirens), dans le jardin du Rosaire.

### Le jardin des roses anciennes
Il se situe dans le jardin du Rosaire, en contrebas de la basilique, légèrement plus au sud. On y trouve de nombreuses variétés de roses anciennes et des euphorbes :

#### Roses
- Rosa xanthina f. spontanea, Canary Bird, rosier hybride originaire de Mandchourie, espèce arrivée en Europe vers 1906.

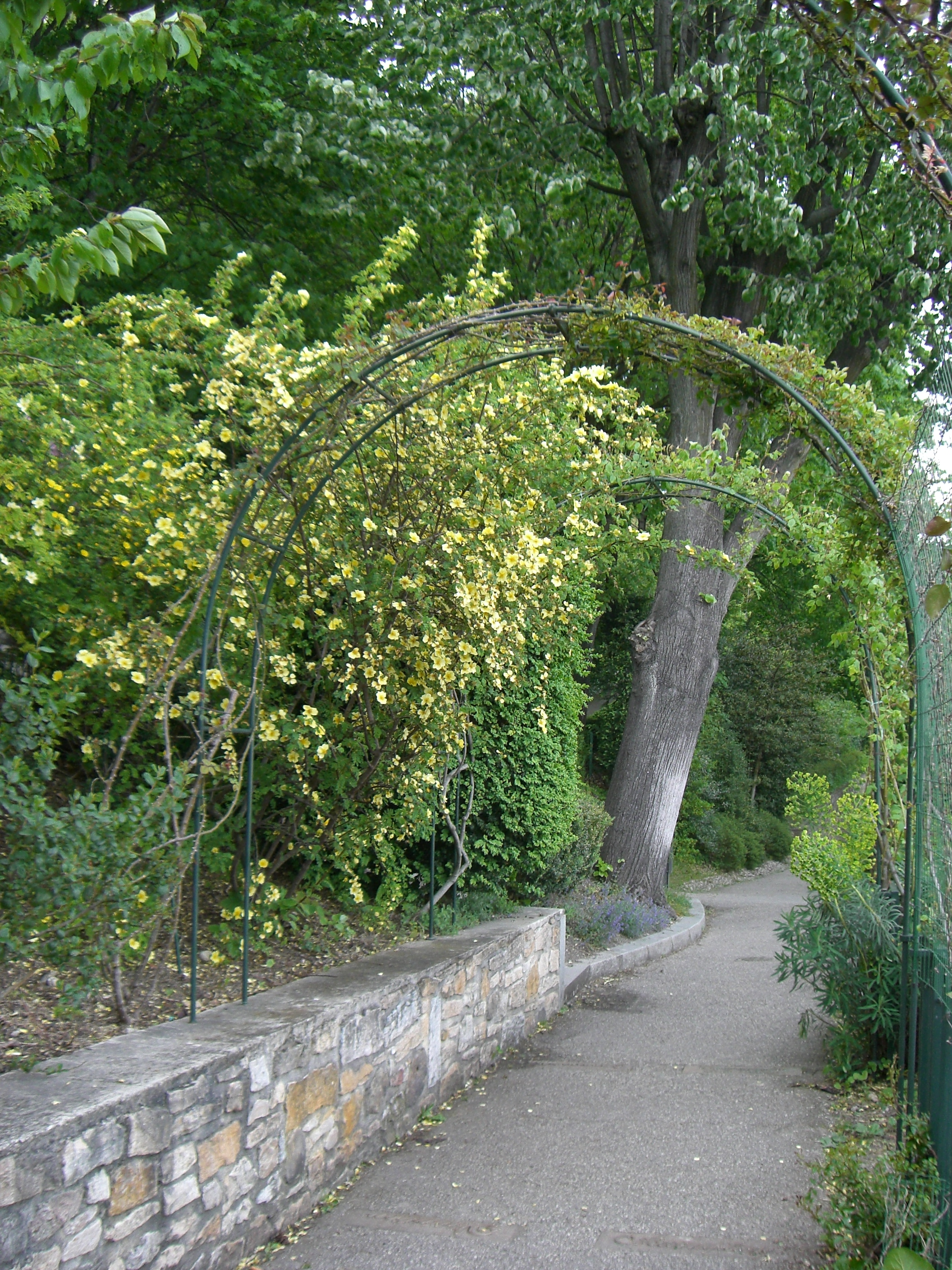
Rosier Rosa xanthina f. spontanea 'Canary Bird', dans une tonnelle du jardin des roses anciennes.
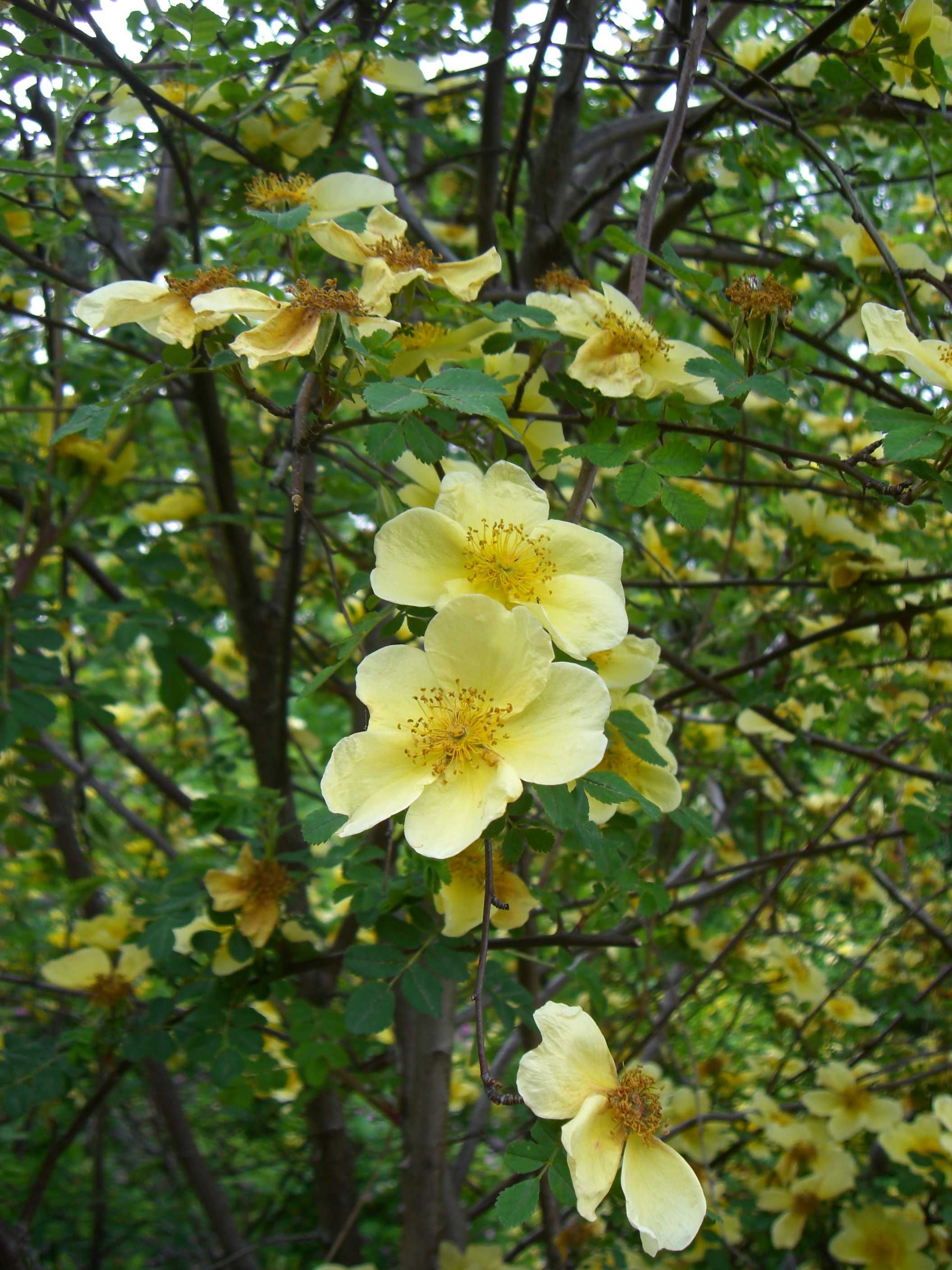
Rosa xanthina f. spontanea, Canary Bird, dans le jardin des roses anciennes (détail de la fleur).

- Rosa moyesii, Marguerite Hilling, Hilling, hybride de 1959

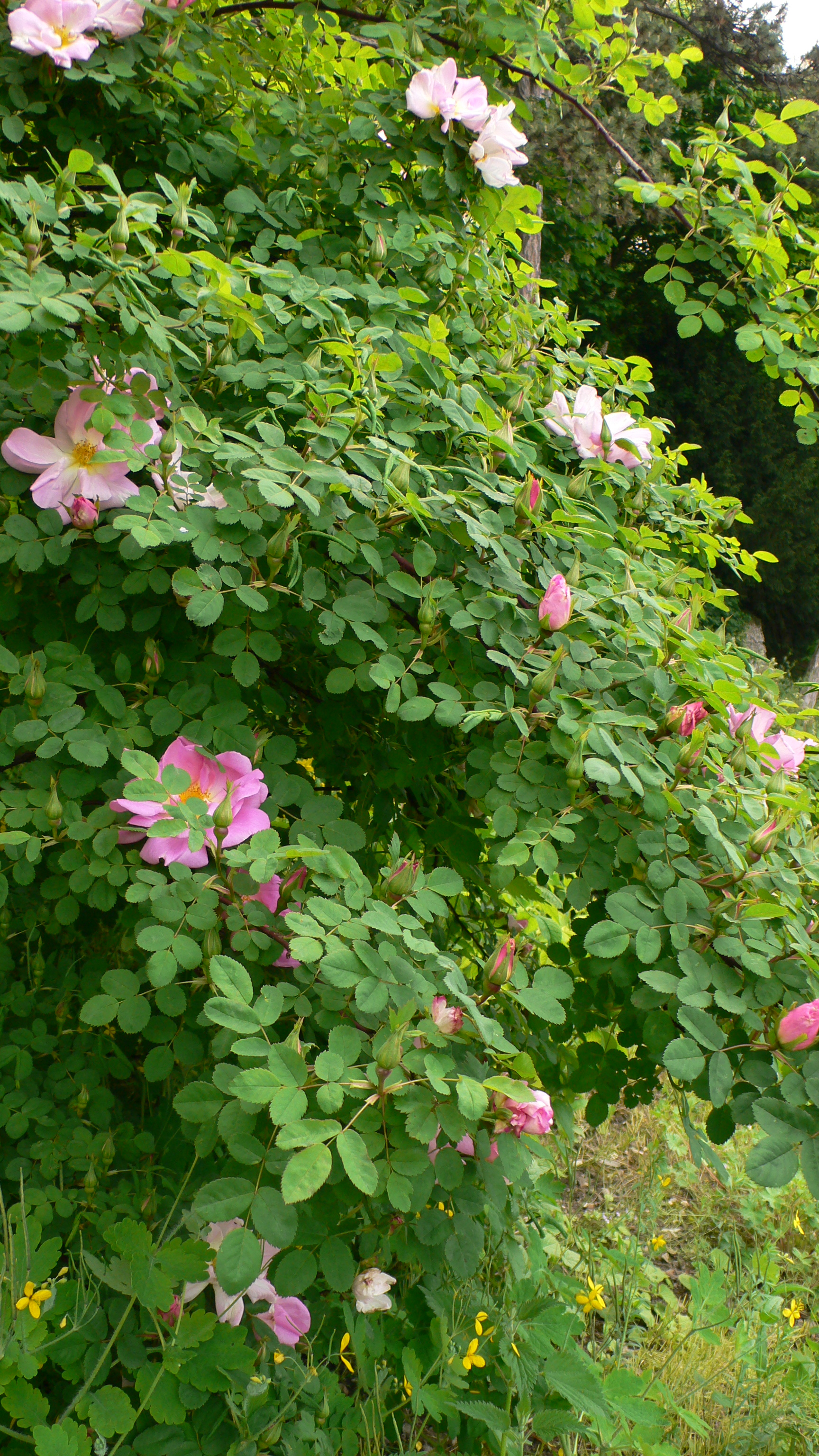
Rosier Rosa moyesii dans le jardin des roses anciennes.
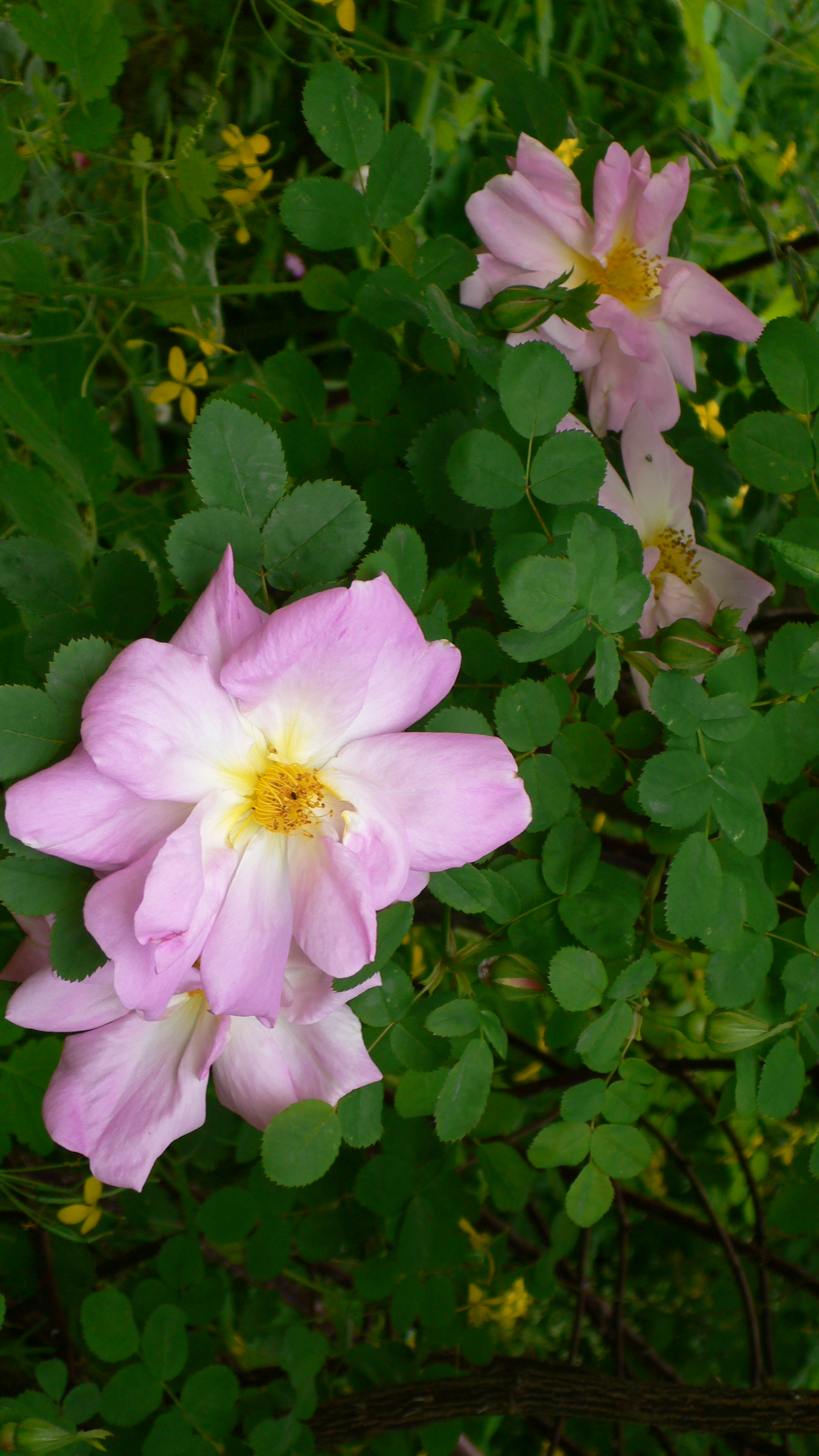
Rosier Rosa moyesii dans le jardin des roses anciennes (détail de la fleur)

- Rosa ecae subsp. primula : espèce découverte près de Samarcande vers 1910.
- Rosa moschata Felicia, Pemberton 1928.

#### Euphorbes

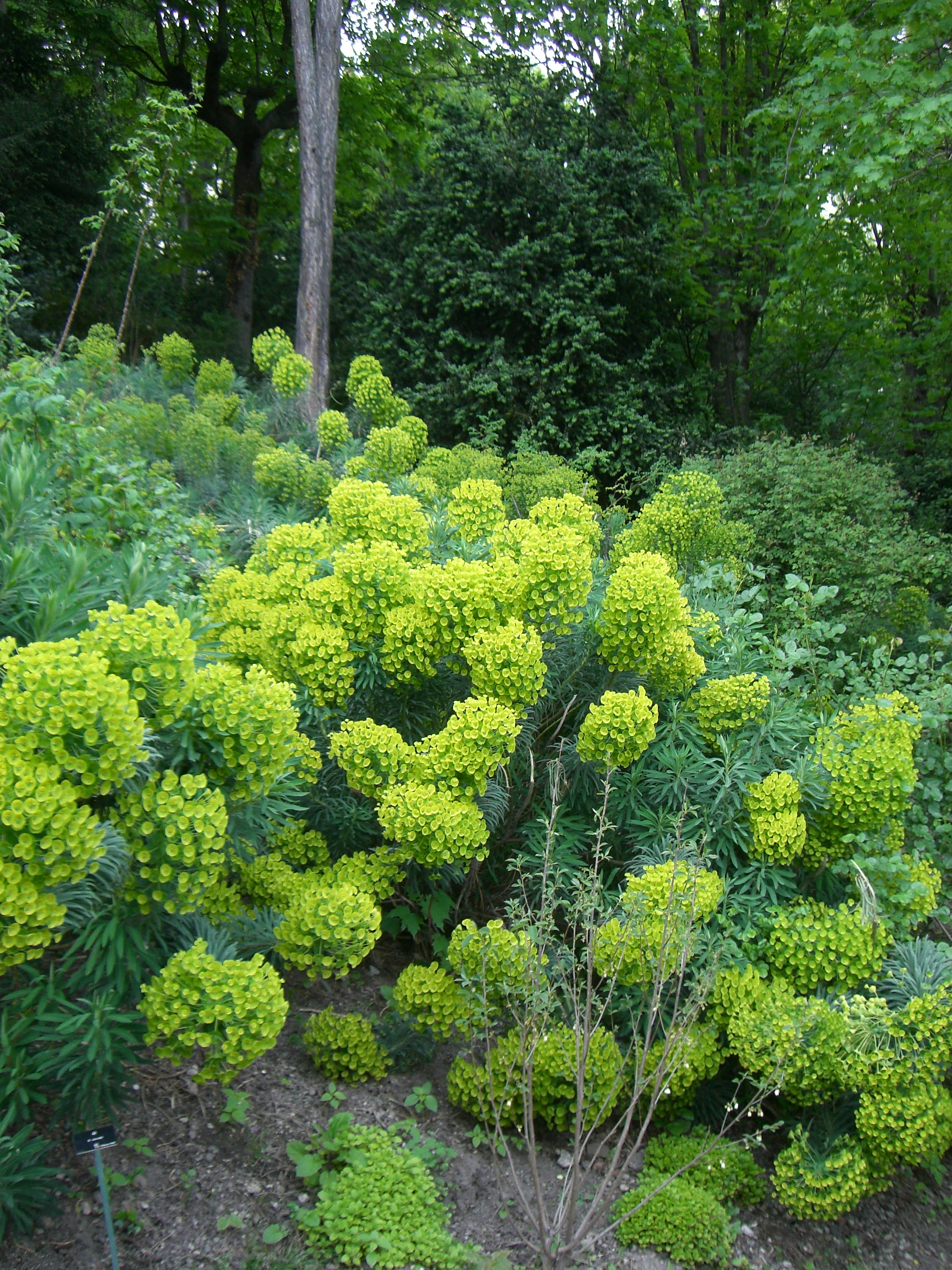
Un massif d'euphorbes dans le jardin des roses anciennes.

### Autres
- Wisteria sinensis : « glycine »

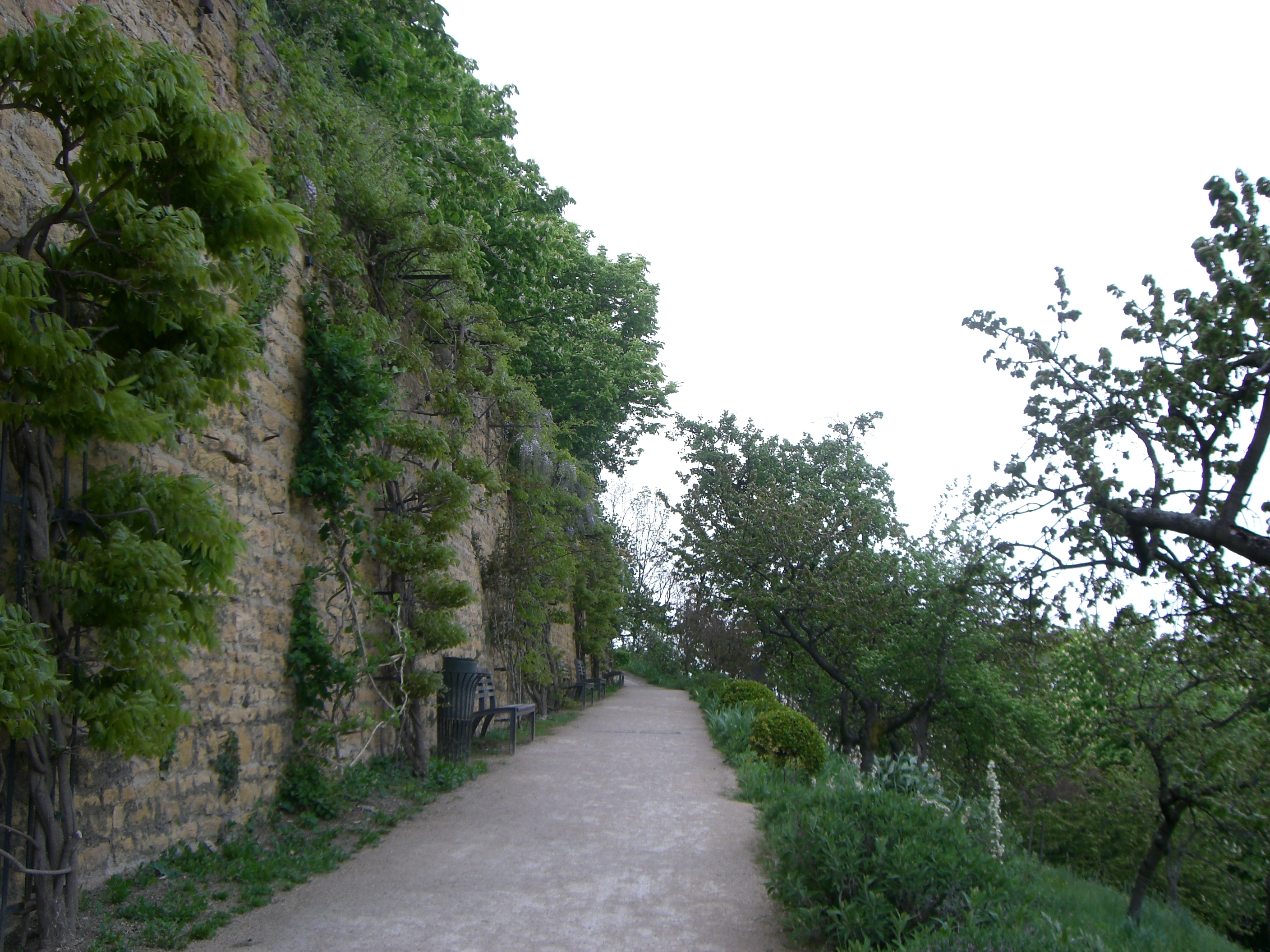
Wisteria sinensis dans le verger du jardin du Rosaire.

## Desserte
Ce site est desservi par la station de funiculaire Fourvière.

## Divers
C'est à la suite d'une rixe dans ce parc, qu'a lieu la mort d'Axelle Dorier, aide soignante de 22 ans, trainée sur 809,5 mètres par un véhicule, à l'avant sous son chassis, dans la nuit du 18 au 19 juillet 2020.